# هینولوگانگ تکتاک
هینولوگانگ تکتاک (به لاتین: Hinulugang Taktak) یک آبشار در فیلیپین است که در انتیپلو واقع شده‌است.